# Joop van Daele
Johannes Cornelis van Daele (Rotterdam, 14 de agosto de 1947 – 7 de maio de 2025), mais conehcido como Joop van Daele, foi um futebolista e treinador holandês que atuava como zagueiro. 
Míope, tornou-se famoso por atuar usando óculos. Por conta disso, uma história curiosa: ao marcar o único gol da partida de volta da Copa Intercontinental de 1970 entre o Feyenoord e o Estudiantes (que acabaria sendo o gol do título), os argentinos saíram em disparada em direção ao árbitro peruano Alberto Tejada Burga e alegaram que o gol tinha de ser anulado porque o uso de óculos dentro de campo era ilegal. O gol, porém, foi validado. Revoltados, os argentinos arracanram o óculos do rosto de van Daele, quebrando-o. Assim, o defensor teve de jogar o restante da partida com a visão seriamente debilitada. Esse episódio virou canção: Toon Hermans escreveu a letra, que foi gravada pelo ator Luc Lutz depois que van Daele se recusou a cantá-la.

## Morte
Daele morreu no dia 7 de maio de 2025, aos 77 anos.

## Conquistas
Feyenoord
- Eredivisie (3): 1968–69, 1970–71, 1973–74,
- KNVB Cup (1) : 1968–69
- Liga dos Campeões da UEFA (1): 1970
- Copa Intercontinental (1): 1970
- Copa da UEFA (1): 1974